# سوسة البراعم

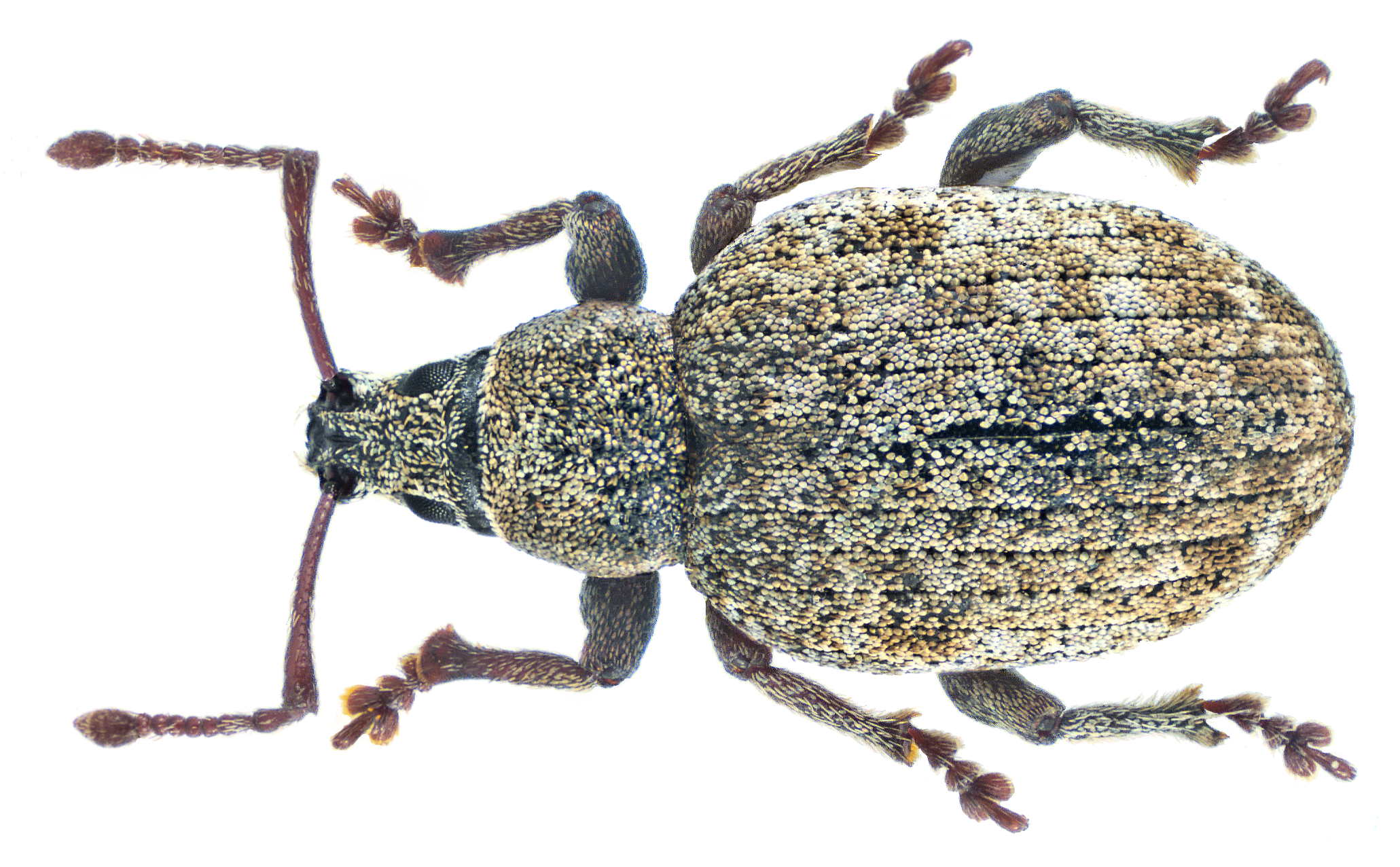
المنظر الظهري

سوسة البراعم هي خنفساء في فصيلة سوسية حقيقة.